# Amphoe Sai Buri
Amphoe Sai Buri (thailändisch อำเภอสายบุรี) ist ein Landkreis (Amphoe) in der Provinz Pattani. Die Provinz Pattani liegt im Südosten der Südregion von Thailand am Golf von Thailand.
Die einheimischen Malaien nennen den Landkreis Teluban – so heißt auch eine Kleinstadt im Distrikt – oder auch Selindung Bayu, das malaiische, aus dem Sanskrit stammende Wort für „Wind-Schutz“.

## Geographie
Benachbarte Landkreise sind (von Südosten im Uhrzeigersinn): Amphoe Mai Kaen der Provinz Pattani, Amphoe Bacho der Provinz Narathiwat sowie die Amphoe Kapho, Thung Yang Daeng, Mayo und Panare wieder in Pattani. Im Osten liegt der Golf von Thailand.
Teile des Waldparks Prasat Nang Phomhom (thailändisch วนอุทยานปราสาทนางผมหอม, RTGS Won Utthayan Prasat Nang Phomhom) liegen im Westen des Landkreises. Ein kleiner Wasserfall im Park ist am besten im November und Dezember zu besuchen.

## Geschichte
Sai Buri war einer der sieben Mueang, in die um 1810 das Sultanat Pattani aufgeteilt wurde. Während der Thesaphiban-Verwaltungsreform am Anfang des 20. Jahrhunderts wurde sie zu einer Provinz des Monthon Pattani erhoben. 1909 wurde das Gebiet der Provinz etwas verkleinert, indem Yi-Ngo und das heutige Mueang Narathiwat dem Mueang Bang Nara untergeordnet wurden, welches dem heutigen Narathiwat entspricht. 1932 wurde die Provinz aufgelöst. Seine nördliche Hälfte wurde der Provinz Pattani, die südliche Hälfte Narathiwat zugeordnet.
Sai Buri wurde 1917 in ตะลุบัน Taluban umbenannt, bekam 1938 aber wieder seinen alten Namen สายบุรี Sai Buri.

## Verwaltung

### Provinzverwaltung
Amphoe Sai Buri ist in elf Unterbezirke (Tambon) eingeteilt, welche weiter in 64 Dorfgemeinschaften (Muban) unterteilt sind.
| Nr. | Name         | Thai     | Muban | Einw.  |
| --- | ------------ | -------- | ----- | ------ |
| 1.  | Taluban      | ตะลุบัน    | -     | 14.093 |
| 2.  | Tabing       | ตะบิ้ง     | 6     | 6.090  |
| 3.  | Pase Yawo    | ปะเสยะวอ | 7     | 8.059  |
| 4.  | Bang Kao     | บางเก่า   | 4     | 3.363  |
| 5.  | Bue Re       | บือเระ    | 4     | 3.031  |
| 6.  | Tro Bon      | เตราะบอน | 11    | 7.943  |
| 7.  | Kadunong     | กะดุนง    | 8     | 5.195  |
| 8.  | Lahan        | ละหาร    | 5     | 5.132  |
| 9.  | Manang Dalam | มะนังดาลำ | 6     | 7.027  |
| 10. | Paen         | แป้น      | 8     | 4.765  |
| 11. | Thung Khla   | ทุ่งคล้า    | 5     | 1.850  |

### Lokalverwaltung
Es gibt zwei Kleinstädte (Thesaban Tambon) im Landkreis:
- Taluban (เทศบาลตำบลตะลุบัน) besteht aus dem gesamten Tambon Taluban.
- Tro Bon (เทศบาลตำบลเตราะบอน) besteht aus dem gesamten Tambon Tro Bon und dem gesamten Tambon Thung Khla.

Die anderen acht Tambon werden jeweils von einer „Tambon-Verwaltungsorganisation“ (TAO, องค์การบริหารส่วนตำบล) verwaltet.